# زرقطة كارولاينا
هو أحد النوعين من دبابير الورق الحمراء، زرقطة كارولاينا (الاسم العلمي Polistes carolina) نوع من الزنابير الاجتماعية (فُصيلة الزرقطيات) وفصيلة الزنبورية. توجد في شرق الولايات المتحدة من تكساس حتى نبراسكا.